# 錦町立錦中学校
錦町立錦中学校（にしきちょうりつ にしきちゅうがっこう）は、熊本県球磨郡錦町にある町立の中学校。
錦町内では唯一の中学校である。

## 概要
歴史
1947年（昭和22年）の学制改革により創立した錦村内の新制中学校（西・一武・木上）が1962年（昭和37年）に統合し開校した。現校名になったのは1965年（昭和40年）。2022年（令和4年）に創立60周年を迎えた。
校訓
「創造・敬愛・鍛練」
校章
中央に「中」の文字を配している。
校歌
1966年（昭和41年）に制定。作詞は澁谷敦、作曲は梅沢信一による。歌詞は3番まであり、各番の歌詞中に校名の「錦中」が登場する。
通学区域
錦町内全域。小学校区は以下の通りである。
- 錦町立西小学校
- 錦町立一武小学校
- 錦町立木上小学校

## 沿革
前史
- 1947年（昭和22年）4月 - 学制改革（六・三制の実施）により、下記の新制中学校が創立。
  - 「西村立西村中学校」（西村立西村小学校に併設）
  - 「一武村立一武中学校」（一武村立一武小学校に併設）
  - 「木上村立木上中学校」（木上村立木上小学校に併設）
- 1955年（昭和30年）7月1日 - 球磨郡3村（西・一武・木上）が合併し、「錦村」が発足。下記のように改称。
  - 「錦村立西中学校」
  - 「錦村立一武中学校」
  - 「錦村立木上中学校」
- 1962年（昭和37年）8月31日 - 統合のため閉校。統合校舎までの間、以下のように使用が継続される。
  - 「錦村立錦中学校 本校」
  - 「錦村立錦中学校 一武分室」
  - 「錦村立錦中学校 木上分室」

統合・錦中学校
- 1962年（昭和37年）9月1日 - 上記中学校3校（西・一武・木上）が統合し、「錦村立錦中学校」が設置される。
  - 統合校舎が完成するまでの間、旧・西中学校が本校となり、一武中学校および木上中学校にはそれぞれ、「一武分室」・「木上分室」が設置される。
- 1963年（昭和38年）4月 - 新校舎（第1期工事）が完成。
- 1964年（昭和39年）3月 - 新校舎（第2期工事）が完成。
- 1965年（昭和40年）
  - 2月 - 新校舎（第3期工事）が完成。
  - 3月 - 一武分室および木上分室を廃止。
  - 4月1日 - 錦村が町制施行し、「錦町」となる。「錦町立錦中学校」（現校名）に改称。
  - 4月5日 - 錦中学校校舎落成式を挙行。
  - 6月 - 技術室を移築。
- 1966年（昭和41年）
  - 3月 - 体育館が完成。
  - 4月1日 - 校歌を制定。
- 1971年（昭和46年）
  - 3月 - 校門が完成。
  - 4月 - 学校給食を完全実施。
  - 7月 - プールが完成。
- 1981年（昭和56年）3月 - 技術室を改築。
- 1984年（昭和59年）10月 - 教室棟の大規模改修工事が完了。
- 1986年（昭和61年）9月 - 校旗を新調。
- 1992年（平成4年）11月4日 - 創立30周年記念式典を挙行。
- 1993年（平成5年）12月 - 体育館が完成。
- 1995年（平成7年）3月 - 新正門（西側）が完成。
- 2006年（平成18年）4月 - コミュニティ・スクール推進校となる（2年館）。仮設教室での授業を開始。
- 2007年（平成19年）
  - 2月 - 新校舎が完成し、移転を完了。
  - 3月 - 校旗を新調。
- 2008年（平成20年）
  - 1月 - コミュニティ・スクールに指定される。
  - 2月 - 学校運営協議会を設置。
  - 3月 - 運動場を改修。
  - 4月 - 特別支援学級を新設。
- 2009年（平成21年）
  - 1月 - 学校運営協議会「学習支援コミュニティ」を設立。
  - 11月 - 学校運営協議会「教師支援コミュニティ」・「安全点検コミュニティ」を設立。
- 2010年（平成22年）4月 - 太陽光発電パネルを設置。
- 2013年（平成25年）6月 - 運動部室を改築。

## 交通アクセス
最寄りの鉄道駅
- くま川鉄道 湯前線 「一武駅」

最寄りのバス停留所
- 九州産交バス 「錦中学校前」停留所

最寄りの幹線道路
- 国道219号

## 周辺
- 錦町学校給食センター
- 錦こども園
- 人吉警察署錦警察官駐在所

## 著名な出身者
- 橋本英二 - 日本製鉄代表取締役社長、日本鉄鋼連盟会長